# Interlands Equatoriaal-Guinees voetbalelftal 2010-2019
Deze pagina toont een chronologisch en gedetailleerd overzicht van de interlands die het Equatoriaal-Guinees voetbalelftal speelt en heeft gespeeld in de periode 2010 – 2019. Equatoriaal-Guinea speelt in vergelijking met andere Afrikaanse nationaal elftallen weinig interlands per jaar, maar behoort thans wel tot de hoger ingeschaalde landen op de FIFA-wereldranglijst. In dit decennium nam het land vooralsnog deel aan twee edities van het Afrikaans kampioenschap voetbal: in 2012 maakte Equatoriaal-Guinea haar debuut op dat toernooi.

## Interlands

### 2010
|                                                                 |                                       |       |                    |                                                                    |
| 11 augustus Vriendschappelijk № 68 «onderlinge duels» 21:00 uur | Marokko                               | 2 – 1 | Equatoriaal-Guinea | Stade Moulay Abdallah, Rabat Scheidsrechter: Djamel Haimoudi (ALG) |
| 11 augustus Vriendschappelijk № 68 «onderlinge duels» 21:00 uur | Youssouf Hadji 65' Youssouf Hadji 79' |       | 38' Anselmo Eyegue | Stade Moulay Abdallah, Rabat Scheidsrechter: Djamel Haimoudi (ALG) |

|                                                                |                    |                                          |          |                                                      |
| 12 oktober Vriendschappelijk № 69 «onderlinge duels» 15:00 uur | Equatoriaal-Guinea | 0 – 2                                    | Botswana | Nuevo Estadio de Malabo, Malabo Toeschouwers: 10.000 |
| 12 oktober Vriendschappelijk № 69 «onderlinge duels» 15:00 uur |                    | 67' Phenyo Mongala 71' Mogogi Gabonamong |          | Nuevo Estadio de Malabo, Malabo Toeschouwers: 10.000 |

### 2011
|                                                                |                                               |       |        |                                                     |
| 8 februari Vriendschappelijk № 70 «onderlinge duels» 12:00 uur | Equatoriaal-Guinea                            | 2 – 0 | Tsjaad | Nuevo Estadio de Malabo, Malabo Toeschouwers: 8.000 |
| 8 februari Vriendschappelijk № 70 «onderlinge duels» 12:00 uur | Dani Ekedo 52' (pen.) Maigué Abbas 74' (e.d.) |       |        | Nuevo Estadio de Malabo, Malabo Toeschouwers: 8.000 |

|                                                              |                      |       |        |                                 |
| 29 maart Vriendschappelijk № 71 «onderlinge duels» 17:30 uur | Equatoriaal-Guinea   | 1 – 0 | Gambia | Nuevo Estadio de Malabo, Malabo |
| 29 maart Vriendschappelijk № 71 «onderlinge duels» 17:30 uur | Thierry Tazemeta 42' |       |        | Nuevo Estadio de Malabo, Malabo |

|                                                                 |                    |       |                                                                          |                                                |
| 10 augustus Vriendschappelijk № 72 «onderlinge duels» 19:00 uur | Equatoriaal-Guinea | 1 – 4 | Guinee-Bissau                                                            | Estádio do Restelo, Lissabon Toeschouwers: 300 |
| 10 augustus Vriendschappelijk № 72 «onderlinge duels» 19:00 uur | Rodolfo Bodipo 49' |       | 15' Bocundji Cá 25' Basile de Carvalho 44' Ailton 46' Basile de Carvalho | Estádio do Restelo, Lissabon Toeschouwers: 300 |

|                                                                 |                  |       |                    |                                                   |
| 3 september Vriendschappelijk № 73 «onderlinge duels» 17:00 uur | Burkina Faso     | 1 – 0 | Equatoriaal-Guinea | Stade du 4 Août, Ouagadougou Toeschouwers: 10.000 |
| 3 september Vriendschappelijk № 73 «onderlinge duels» 17:00 uur | Alain Traoré 61' |       |                    | Stade du 4 Août, Ouagadougou Toeschouwers: 10.000 |

|                                                                 |                                                             |       |                               |                                                     |
| 7 september Vriendschappelijk № 74 «onderlinge duels» 17:00 uur | Equatoriaal-Guinea                                          | 3 – 0 | Centraal-Afrikaanse Republiek | Nuevo Estadio de Malabo, Malabo Toeschouwers: 5.000 |
| 7 september Vriendschappelijk № 74 «onderlinge duels» 17:00 uur | Randy Iyanga 20' Samuel Itondo 30' (pen.) Samuel Itondo 83' |       |                               | Nuevo Estadio de Malabo, Malabo Toeschouwers: 5.000 |

|                                                               |                                 |       |                    |                                                   |
| 7 oktober Vriendschappelijk № 75 «onderlinge duels» 19:30 uur | Gabon                           | 2 – 0 | Equatoriaal-Guinea | Stade Maurice Chevalier, Cannes Toeschouwers: 100 |
| 7 oktober Vriendschappelijk № 75 «onderlinge duels» 19:30 uur | Roguy Méyé 43' Lévy Madinda 59' |       |                    | Stade Maurice Chevalier, Cannes Toeschouwers: 100 |

|                                                                |                          |       |                    |                                                      |
| 11 oktober Vriendschappelijk № 76 «onderlinge duels» 16:00 uur | Equatoriaal-Guinea       | 1 – 1 | Kameroen           | Nuevo Estadio de Malabo, Malabo Toeschouwers: 20.000 |
| 11 oktober Vriendschappelijk № 76 «onderlinge duels» 16:00 uur | Viera Ellong Doualla 31' |       | 13' Léonard Kweuke | Nuevo Estadio de Malabo, Malabo Toeschouwers: 20.000 |

|                                                                    |                                                 |       |            |                                                                                               |
| 11 november Kwalificatie WK 2014 № 77 «onderlinge duels» 15:00 uur | Equatoriaal-Guinea                              | 2 – 0 | Madagaskar | Nuevo Estadio de Malabo, Malabo Toeschouwers: 10.000 Scheidsrechter: Eric Otogo-Castane (GAB) |
| 11 november Kwalificatie WK 2014 № 77 «onderlinge duels» 15:00 uur | Juvenal Edjogo-Owono 20' (pen.) Iban Iyanga 74' |       |            | Nuevo Estadio de Malabo, Malabo Toeschouwers: 10.000 Scheidsrechter: Eric Otogo-Castane (GAB) |

|                                                                    |                                                  |       |                    |                                                                                            |
| 15 november Kwalificatie WK 2014 № 78 «onderlinge duels» 14:45 uur | Madagaskar                                       | 2 – 1 | Equatoriaal-Guinea | Mahamasinastadion, Antananarivo Toeschouwers: 5.000 Scheidsrechter: Parmendra Nunkoo (MRI) |
| 15 november Kwalificatie WK 2014 № 78 «onderlinge duels» 14:45 uur | Yvan Rajoarimanana 54' Falimery Ramanamahefa 90' |       | 24' Viera Ellong   | Mahamasinastadion, Antananarivo Toeschouwers: 5.000 Scheidsrechter: Parmendra Nunkoo (MRI) |

### 2012
|                                                               |                    |       |             |                                                                |
| 6 januari Vriendschappelijk № 79 «onderlinge duels» 17:00 uur | Equatoriaal-Guinea | 0 – 0 | Zuid-Afrika | Estadio de Bata, Bata Scheidsrechter: Eric Otogo-Castane (GAB) |
| 6 januari Vriendschappelijk № 79 «onderlinge duels» 17:00 uur |                    |       |             | Estadio de Bata, Bata Scheidsrechter: Eric Otogo-Castane (GAB) |

| Afrikaans kampioenschap voetbal 2012 |
| ------------------------------------ |

|                                                                              |                    |       |       |                                                                                  |
| 21 januari Afrikaans kampioenschap Groep A № 80 «onderlinge duels» 18:30 uur | Equatoriaal-Guinea | 1 – 0 | Libië | Estadio de Bata, Bata Toeschouwers: 35.000 Scheidsrechter: Noumandiez Doué (CIV) |
| 21 januari Afrikaans kampioenschap Groep A № 80 «onderlinge duels» 18:30 uur | Javier Balboa 87'  |       |       | Estadio de Bata, Bata Toeschouwers: 35.000 Scheidsrechter: Noumandiez Doué (CIV) |

|                                                                              |                                     |       |                |                                                                                      |
| 25 januari Afrikaans kampioenschap Groep A № 81 «onderlinge duels» 20:15 uur | Equatoriaal-Guinea                  | 2 – 1 | Senegal        | Estadio de Bata, Bata Toeschouwers: 35.000 Scheidsrechter: Khalid Abdel Rahman (SUD) |
| 25 januari Afrikaans kampioenschap Groep A № 81 «onderlinge duels» 20:15 uur | Randy Iyanga 62' Kily Álvarez 90+4' |       | 89' Moussa Sow | Estadio de Bata, Bata Toeschouwers: 35.000 Scheidsrechter: Khalid Abdel Rahman (SUD) |

|                                                                              |                    |                   |        |                                                                                            |
| 29 januari Afrikaans kampioenschap Groep A № 82 «onderlinge duels» 18:00 uur | Equatoriaal-Guinea | 0 – 1             | Zambia | Nuevo Estadio de Malabo, Malabo Toeschouwers: 44.000 Scheidsrechter: Mohamed Benouza (ALG) |
| 29 januari Afrikaans kampioenschap Groep A № 82 «onderlinge duels» 18:00 uur |                    | 66' Chris Katongo |        | Nuevo Estadio de Malabo, Malabo Toeschouwers: 44.000 Scheidsrechter: Mohamed Benouza (ALG) |

|                                                                                  |                                                    |       |                    |                                                                                         |
| 4 februari Afrikaans kampioenschap Kwartfinale № 83 «onderlinge duels» 20:00 uur | Ivoorkust                                          | 3 – 0 | Equatoriaal-Guinea | Nuevo Estadio de Malabo, Malabo Toeschouwers: 12.500 Scheidsrechter: Eddy Maillet (SEY) |
| 4 februari Afrikaans kampioenschap Kwartfinale № 83 «onderlinge duels» 20:00 uur | Didier Drogba 35' Didier Drogba 69' Yaya Touré 81' |       |                    | Nuevo Estadio de Malabo, Malabo Toeschouwers: 12.500 Scheidsrechter: Eddy Maillet (SEY) |

|  |  |  |  |  |  |  |  |  |

|                                                                       |                                                      |       |                    |                                                                                                  |
| 2 juni Kwalificatie WK 2014 Groep B № 84 «onderlinge duels» 18:00 uur | Tunesië                                              | 3 – 1 | Equatoriaal-Guinea | Stade Mustapha Ben Jannet, Monastir Toeschouwers: 10.000 Scheidsrechter: Mehdi Abid Charef (ALG) |
| 2 juni Kwalificatie WK 2014 Groep B № 84 «onderlinge duels» 18:00 uur | Issam Jemâa 51' Hamdi Harbaoui 56' Chadi Hammami 86' |       | 34' Iban Iyanga    | Stade Mustapha Ben Jannet, Monastir Toeschouwers: 10.000 Scheidsrechter: Mehdi Abid Charef (ALG) |

|                                                                       |                                                   |       |                                     |                                                                                        |
| 9 juni Kwalificatie WK 2014 Groep B № 85 «onderlinge duels» 18:00 uur | Equatoriaal-Guinea                                | 2 – 2 | Sierra Leone                        | Nuevo Estadio de Malabo, Malabo Toeschouwers: 4.000 Scheidsrechter: Adam Cordier (CHA) |
| 9 juni Kwalificatie WK 2014 Groep B № 85 «onderlinge duels» 18:00 uur | Juvenal Edjogo-Owono 14' Juvenal Edjogo-Owono 40' |       | 22' Samuel Barlay 25' Teteh Bangura | Nuevo Estadio de Malabo, Malabo Toeschouwers: 4.000 Scheidsrechter: Adam Cordier (CHA) |

|                                                                 |                    |       |         |                                 |
| 15 augustus Vriendschappelijk № 86 «onderlinge duels» 19:00 uur | Equatoriaal-Guinea | 1 – 0 | Liberia | Nuevo Estadio de Malabo, Malabo |
| 15 augustus Vriendschappelijk № 86 «onderlinge duels» 19:00 uur |                    |       |         | Nuevo Estadio de Malabo, Malabo |

|                                                                                 |                                                                                 |       |                    |                                                                          |
| 9 september Kwalificatie AK 2013 Tweede ronde № 87 «onderlinge duels» 15:30 uur | Congo-Kinshasa                                                                  | 4 – 0 | Equatoriaal-Guinea | Stade de Martyrs, Kinshasa Scheidsrechter: Rajindraparsad Seechurn (MRI) |
| 9 september Kwalificatie AK 2013 Tweede ronde № 87 «onderlinge duels» 15:30 uur | Dieumerci Mbokani 55' Déo Kanda 60' Dieumerci Mbokani 73' Dieumerci Mbokani 79' |       |                    | Stade de Martyrs, Kinshasa Scheidsrechter: Rajindraparsad Seechurn (MRI) |

|                                                                                |                                             |       |                      |                                                                    |
| 14 oktober Kwalificatie AK 2013 Tweede ronde № 88 «onderlinge duels» 18:00 uur | Equatoriaal-Guinea                          | 2 – 1 | Congo-Kinshasa       | Nuevo Estadio de Malabo, Malabo Scheidsrechter: Ousmane Fall (SEN) |
| 14 oktober Kwalificatie AK 2013 Tweede ronde № 88 «onderlinge duels» 18:00 uur | Ricardinho Martins 23' Judson do Bonfim 35' |       | 43' Youssouf Mulumbu | Nuevo Estadio de Malabo, Malabo Scheidsrechter: Ousmane Fall (SEN) |

### 2013
|                                                                         |                                                                               |       |                                    |                                                                                           |
| 24 maart Kwalificatie WK 2014 Groep B № 89 «onderlinge duels» 16:00 uur | Equatoriaal-Guinea                                                            | 0 – 3 | Kaapverdië                         | Nuevo Estadio de Malabo, Malabo Toeschouwers: 8.000 Scheidsrechter: Mahamadou Keita (MLI) |
| 24 maart Kwalificatie WK 2014 Groep B № 89 «onderlinge duels» 16:00 uur | Emilio N'Sue 3' Emilio N'Sue 17' Emilio N'Sue 76' (pen.) Claudiney Rincón 88' |       | 5' Djaniny 19' Platini 85' Djaniny | Nuevo Estadio de Malabo, Malabo Toeschouwers: 8.000 Scheidsrechter: Mahamadou Keita (MLI) |

|                                                            |                    |                              |      |                       |
| 5 juni Vriendschappelijk № 90 «onderlinge duels» 17:00 uur | Equatoriaal-Guinea | 0 – 1                        | Togo | Estadio de Bata, Bata |
| 5 juni Vriendschappelijk № 90 «onderlinge duels» 17:00 uur |                    | 72' (pen.) Moustapha Salifou |      | Estadio de Bata, Bata |

|                                                                       |                                                          |       |                    |                                                                                   |
| 8 juni Kwalificatie WK 2014 Groep B № 91 «onderlinge duels» 16:30 uur | Kaapverdië                                               | 3 – 0 | Equatoriaal-Guinea | Estádio da Várzea, Praia Toeschouwers: 3.500 Scheidsrechter: Helder Martins (ANG) |
| 8 juni Kwalificatie WK 2014 Groep B № 91 «onderlinge duels» 16:30 uur | Emilio N'Sue 3' Emilio N'Sue 17' Emilio N'Sue 76' (pen.) |       |                    | Estádio da Várzea, Praia Toeschouwers: 3.500 Scheidsrechter: Helder Martins (ANG) |

|                                                                        |                                 |       |                            |                                                                                           |
| 16 juni Kwalificatie WK 2014 Groep B № 92 «onderlinge duels» 17:00 uur | Equatoriaal-Guinea              | 1 – 1 | Tunesië                    | Nuevo Estadio de Malabo, Malabo Toeschouwers: 8.000 Scheidsrechter: Bernard Camille (SEY) |
| 16 juni Kwalificatie WK 2014 Groep B № 92 «onderlinge duels» 17:00 uur | Juvenal Edjogo-Owono 36' (pen.) |       | 64' (pen.) Oussama Darragi | Nuevo Estadio de Malabo, Malabo Toeschouwers: 8.000 Scheidsrechter: Bernard Camille (SEY) |

|                                                                 |                     |       |                  |                                 |
| 4 september Vriendschappelijk № 93 «onderlinge duels» 17:00 uur | Equatoriaal-Guinea  | 1 – 1 | Libië            | Nuevo Estadio de Malabo, Malabo |
| 4 september Vriendschappelijk № 93 «onderlinge duels» 17:00 uur | Thierry Tazemeta 7' |       | 56' Éamonn Zayed | Nuevo Estadio de Malabo, Malabo |

|                                                                            |                                                                 |       |                                             |                                                                                        |
| 7 september Kwalificatie WK 2014 Groep B № 94 «onderlinge duels» 16:30 uur | Sierra Leone                                                    | 3 – 2 | Equatoriaal-Guinea                          | Nationaal stadion, Freetown Toeschouwers: 3.000 Scheidsrechter: Mohamed Al-Fadil (SUD) |
| 7 september Kwalificatie WK 2014 Groep B № 94 «onderlinge duels» 16:30 uur | Hadji Bangura 21' Ibrahim Kargbo 39' (pen.) Alhassan Kamara 68' |       | 85' Jimmy Bermúdez 88' Juvenal Edjogo-Owono | Nationaal stadion, Freetown Toeschouwers: 3.000 Scheidsrechter: Mohamed Al-Fadil (SUD) |

|                                                                 |                    |       |                                |                                                                                                |
| 16 november Vriendschappelijk № 95 «onderlinge duels» 21:00 uur | Equatoriaal-Guinea | 1 – 2 | Spanje                         | Nuevo Estadio de Malabo, Malabo Toeschouwers: 13.500 Scheidsrechter: Joaquín Esono Eyang (GEQ) |
| 16 november Vriendschappelijk № 95 «onderlinge duels» 21:00 uur | Jimmy Bermúdez 35' |       | 13' Santi Cazorla 43' Juanfran | Nuevo Estadio de Malabo, Malabo Toeschouwers: 13.500 Scheidsrechter: Joaquín Esono Eyang (GEQ) |

### 2014
|                                                                            |                    |       |                    |                                                                                 |
| 17 mei Kwalificatie AK 2015 Tweede ronde № 96 «onderlinge duels» 18:00 uur | Mauritanië         | 1 – 0 | Equatoriaal-Guinea | Stade Olympique de Nouakchott, Nouakchott Scheidsrechter: Mutaz Khairalla (SUD) |
| 17 mei Kwalificatie AK 2015 Tweede ronde № 96 «onderlinge duels» 18:00 uur | Ismaël Diakité 76' |       |                    | Stade Olympique de Nouakchott, Nouakchott Scheidsrechter: Mutaz Khairalla (SUD) |

|                                                                            |                                          |       |            |                                                                     |
| 1 juni Kwalificatie AK 2015 Tweede ronde № 97 «onderlinge duels» 17:00 uur | Equatoriaal-Guinea                       | 3 – 0 | Mauritanië | Nuevo Estadio de Malabo, Malabo Scheidsrechter: Davies Omweno (KEN) |
| 1 juni Kwalificatie AK 2015 Tweede ronde № 97 «onderlinge duels» 17:00 uur | Mauricio Mina 3' César Rivas 71' Dio 85' |       |            | Nuevo Estadio de Malabo, Malabo Scheidsrechter: Davies Omweno (KEN) |

|                                                                            |                    |                                         |        |                                 |
| 1 juni Kwalificatie AK 2015 Tweede ronde № 98 «onderlinge duels» 17:00 uur | Equatoriaal-Guinea | 0 – 2                                   | Tsjaad | Nuevo Estadio de Malabo, Malabo |
| 1 juni Kwalificatie AK 2015 Tweede ronde № 98 «onderlinge duels» 17:00 uur |                    | 48' Léger Djimrangar 86' Rodrigue Ninga |        | Nuevo Estadio de Malabo, Malabo |

### 2015
|                                                               |                  |       |                    |                                            |
| 7 januari Vriendschappelijk № 99 «onderlinge duels» 18:00 uur | Kaapverdië       | 1 – 1 | Equatoriaal-Guinea | Estádio do Bravo, Seixal Toeschouwers: 150 |
| 7 januari Vriendschappelijk № 99 «onderlinge duels» 18:00 uur | Héldon Ramos 18' |       | 90+4' Raúl Fabiani | Estádio do Bravo, Seixal Toeschouwers: 150 |

| Afrikaans kampioenschap voetbal 2015 |
| ------------------------------------ |

|                                                                               |                    |       |                    |                                                                                 |
| 17 januari Afrikaans kampioenschap Groep A № 100 «onderlinge duels» 16:00 uur | Equatoriaal-Guinea | 1 – 1 | Congo-Brazzaville  | Estadio de Bata, Bata Toeschouwers: 40.245 Scheidsrechter: Bakary Gassama (GAM) |
| 17 januari Afrikaans kampioenschap Groep A № 100 «onderlinge duels» 16:00 uur | Emilio N'Sue 16'   |       | 87' Thievy Bifouma | Estadio de Bata, Bata Toeschouwers: 40.245 Scheidsrechter: Bakary Gassama (GAM) |

|                                                                               |                    |       |              |                                                                              |
| 21 januari Afrikaans kampioenschap Groep A № 101 «onderlinge duels» 16:00 uur | Equatoriaal-Guinea | 0 – 0 | Burkina Faso | Estadio de Bata, Bata Toeschouwers: 39.867 Scheidsrechter: Sidi Alioum (CMR) |
| 21 januari Afrikaans kampioenschap Groep A № 101 «onderlinge duels» 16:00 uur |                    |       |              | Estadio de Bata, Bata Toeschouwers: 39.867 Scheidsrechter: Sidi Alioum (CMR) |

|                                                                               |       |                                                      |                    |                                                                                  |
| 25 januari Afrikaans kampioenschap Groep A № 102 «onderlinge duels» 18:00 uur | Gabon | 0 – 2                                                | Equatoriaal-Guinea | Estadio de Bata, Bata Toeschouwers: 39.230 Scheidsrechter: Noumandiez Doué (CIV) |
| 25 januari Afrikaans kampioenschap Groep A № 102 «onderlinge duels» 18:00 uur |       | 55' (pen.) Javier Ángel Balboa Osa 86' Ibán Salvador |                    | Estadio de Bata, Bata Toeschouwers: 39.230 Scheidsrechter: Noumandiez Doué (CIV) |

|                                                                                   |                   |       |                                               |                                                                                          |
| 31 januari Afrikaans kampioenschap Kwartfinale № 103 «onderlinge duels» 20:30 uur | Tunesië           | 1 – 2 | Equatoriaal-Guinea                            | Estadio de Bata, Bata Toeschouwers: 41.000 Scheidsrechter: Rajindraparsad Seechurn (MRI) |
| 31 januari Afrikaans kampioenschap Kwartfinale № 103 «onderlinge duels» 20:30 uur | Ahmed Akaïchi 70' |       | 90+3' (pen.) Javier Balboa 102' Javier Balboa | Estadio de Bata, Bata Toeschouwers: 41.000 Scheidsrechter: Rajindraparsad Seechurn (MRI) |

|                                                                                    |                                                            |       |                    |                                                                                               |
| 5 februari Afrikaans kampioenschap Halve finale № 104 «onderlinge duels» 20:00 uur | Ghana                                                      | 3 – 0 | Equatoriaal-Guinea | Nuevo Estadio de Malabo, Malabo Toeschouwers: 15.250 Scheidsrechter: Eric Otogo-Castane (GAB) |
| 5 februari Afrikaans kampioenschap Halve finale № 104 «onderlinge duels» 20:00 uur | Jordan Ayew 42' (pen.) Wakaso Mubarak 45+1' André Ayew 75' |       |                    | Nuevo Estadio de Malabo, Malabo Toeschouwers: 15.250 Scheidsrechter: Eric Otogo-Castane (GAB) |

|                                                                                    |                                                            |       |                                                              |                                                                                         |
| 7 februari Afrikaans kampioenschap Troostfinale № 105 «onderlinge duels» 17:00 uur | Congo-Kinshasa                                             | 0 – 0 | Equatoriaal-Guinea                                           | Nuevo Estadio de Malabo, Malabo Toeschouwers: 10.033 Scheidsrechter: Gehad Grisha (EGY) |
| 7 februari Afrikaans kampioenschap Troostfinale № 105 «onderlinge duels» 17:00 uur |                                                            |       |                                                              | Nuevo Estadio de Malabo, Malabo Toeschouwers: 10.033 Scheidsrechter: Gehad Grisha (EGY) |
| 7 februari Afrikaans kampioenschap Troostfinale № 105 «onderlinge duels» 17:00 uur | Strafschoppen                                              |       |                                                              | Nuevo Estadio de Malabo, Malabo Toeschouwers: 10.033 Scheidsrechter: Gehad Grisha (EGY) |
| 7 februari Afrikaans kampioenschap Troostfinale № 105 «onderlinge duels» 17:00 uur | Cedrick Mabwati Lema Mabidi Chancel Mbemba Cédric Mongongu | 4 – 2 | Javier Balboa Raúl Fabiani Juvenal Edjogo-Owono Viera Ellong | Nuevo Estadio de Malabo, Malabo Toeschouwers: 10.033 Scheidsrechter: Gehad Grisha (EGY) |

|  |  |  |  |  |  |  |  |  |

|                                                               |                                      |       |                    |                                                                                  |
| 26 maart Vriendschappelijk № 106 «onderlinge duels» 17:00 uur | Egypte                               | 2 – 0 | Equatoriaal-Guinea | Petro Sportstadion, Caïro Toeschouwers: 0 Scheidsrechter: Mahmoud El Banna (EGY) |
| 26 maart Vriendschappelijk № 106 «onderlinge duels» 17:00 uur | Basem Morsy 86' Mahmoud Hassan 90+5' |       |                    | Petro Sportstadion, Caïro Toeschouwers: 0 Scheidsrechter: Mahmoud El Banna (EGY) |

|                                                               |                |       |                    |                                                                                                  |
| 29 maart Vriendschappelijk № 107 «onderlinge duels» 18:00 uur | Ivoorkust      | 1 – 1 | Equatoriaal-Guinea | Stade Félix Houphouët-Boigny, Abidjan Toeschouwers: 28.653 Scheidsrechter: Boureima Sanogo (BUR) |
| 29 maart Vriendschappelijk № 107 «onderlinge duels» 18:00 uur | Max Gradel 71' |       | 13' Ibán Salvador  | Stade Félix Houphouët-Boigny, Abidjan Toeschouwers: 28.653 Scheidsrechter: Boureima Sanogo (BUR) |

|                                                             |         |                        |                    | |
| 6 juni Vriendschappelijk № 108 «onderlinge duels» 20:45 uur | Andorra | 0 – 1                  | Equatoriaal-Guinea | Estadi Comunal d'Andorra la Vella, Andorra la Vella Toeschouwers: 175 Scheidsrechter: Xavier Estrada (ESP) |
| 6 juni Vriendschappelijk № 108 «onderlinge duels» 20:45 uur |         | 17' Igor Engonga Noval |                    | Estadi Comunal d'Andorra la Vella, Andorra la Vella Toeschouwers: 175 Scheidsrechter: Xavier Estrada (ESP) |

|                                                                         |                    |       |                        |                                                          |
| 14 juni Kwalificatie AK 2017 Groep C № 109 «onderlinge duels» 16:00 uur | Equatoriaal-Guinea | 1 – 1 | Benin                  | Estadio de Bata, Bata Scheidsrechter: Victor Gomes (RSA) |
| 14 juni Kwalificatie AK 2017 Groep C № 109 «onderlinge duels» 16:00 uur | Emilio N'Sue 49'   |       | 44' Stéphane Sessègnon | Estadio de Bata, Bata Scheidsrechter: Victor Gomes (RSA) |

|                                                                             |                |       |                    |                                                           |
| 5 september Kwalificatie AK 2017 Groep C № 110 «onderlinge duels» 16:30 uur | Zuid-Soedan    | 1 – 0 | Equatoriaal-Guinea | Djoebastadion, Djoeba Scheidsrechter: Israel Mujuni (TAN) |
| 5 september Kwalificatie AK 2017 Groep C № 110 «onderlinge duels» 16:30 uur | Peter Chol 52' |       |                    | Djoebastadion, Djoeba Scheidsrechter: Israel Mujuni (TAN) |

|                                                                 |                                      |       |                    |                                                                |
| 10 oktober Vriendschappelijk № 111 «onderlinge duels» 18:00 uur | Kosovo                               | 2 – 0 | Equatoriaal-Guinea | Stadiumi i Qytetit, Pristina Scheidsrechter: Enea Jorgji (ALB) |
| 10 oktober Vriendschappelijk № 111 «onderlinge duels» 18:00 uur | Mërgim Brahimi 2' Mërgim Brahimi 47' |       |                    | Stadiumi i Qytetit, Pristina Scheidsrechter: Enea Jorgji (ALB) |

|                                                                                  |                                        |       |                    |                                                                               |
| 12 november Kwalificatie WK 2018 Tweede ronde № 112 «onderlinge duels» 19:00 uur | Marokko                                | 2 – 0 | Equatoriaal-Guinea | Stade Adrar, Agadir Toeschouwers: 32.000 Scheidsrechter: Daniel Bennett (RSA) |
| 12 november Kwalificatie WK 2018 Tweede ronde № 112 «onderlinge duels» 19:00 uur | Youssef El-Arabi 30' Yacine Bammou 66' |       |                    | Stade Adrar, Agadir Toeschouwers: 32.000 Scheidsrechter: Daniel Bennett (RSA) |

|                                                                                  |                    |       |         |                                                                                |
| 15 november Kwalificatie WK 2018 Tweede ronde № 113 «onderlinge duels» 16:00 uur | Equatoriaal-Guinea | 1 – 0 | Marokko | Estadio de Bata, Bata Toeschouwers: 20.000 Scheidsrechter: Janny Sikazwe (ZAM) |
| 15 november Kwalificatie WK 2018 Tweede ronde № 113 «onderlinge duels» 16:00 uur | Igor Engonga 14'   |       |         | Estadio de Bata, Bata Toeschouwers: 20.000 Scheidsrechter: Janny Sikazwe (ZAM) |

### 2016
|                                                                          |                 |       |                    |                                                                   |
| 25 maart Kwalificatie AK 2017 Groep G № 114 «onderlinge duels» 19:00 uur | Mali            | 1 – 0 | Equatoriaal-Guinea | Stade Mustapha Tchaker, Blida Scheidsrechter: Denis Dembélé (CIV) |
| 25 maart Kwalificatie AK 2017 Groep G № 114 «onderlinge duels» 19:00 uur | Molla Wague 81' |       |                    | Stade Mustapha Tchaker, Blida Scheidsrechter: Denis Dembélé (CIV) |

|                                                                          |                    |                       |      |                                                                       |
| 28 maart Kwalificatie AK 2017 Groep G № 115 «onderlinge duels» 17:00 uur | Equatoriaal-Guinea | 0 – 1                 | Mali | Nuevo Estadio de Malabo, Malabo Scheidsrechter: Bernard Camille (SEY) |
| 28 maart Kwalificatie AK 2017 Groep G № 115 «onderlinge duels» 17:00 uur |                    | 89' Mustapha Yatabaré |      | Nuevo Estadio de Malabo, Malabo Scheidsrechter: Bernard Camille (SEY) |

|                                                                         |                                    |       |                    |                                                                 |
| 12 juni Kwalificatie AK 2017 Groep C № 116 «onderlinge duels» 16:00 uur | Benin                              | 2 – 1 | Equatoriaal-Guinea | Stade de l'Amitié, Cotonou Scheidsrechter: Bakary Gassama (GAM) |
| 12 juni Kwalificatie AK 2017 Groep C № 116 «onderlinge duels» 16:00 uur | Khaled Adenon 24' David Djigla 59' |       | 57' Iván Zarandona | Stade de l'Amitié, Cotonou Scheidsrechter: Bakary Gassama (GAM) |

|                                                                             |                                                                     |       |             |                                                                      |
| 4 september Kwalificatie AK 2017 Groep C № 117 «onderlinge duels» 17:00 uur | Equatoriaal-Guinea                                                  | 4 – 0 | Zuid-Soedan | Nuevo Estadio de Malabo, Malabo Scheidsrechter: Helder Martins (ANG) |
| 4 september Kwalificatie AK 2017 Groep C № 117 «onderlinge duels» 17:00 uur | Josete Miranda 54' Iban Iyanga 59' Emilio Nsue 87' Carlos Akapo 90' |       |             | Nuevo Estadio de Malabo, Malabo Scheidsrechter: Helder Martins (ANG) |

|                                                                 |                    |       |                          |                                                                                       |
| 11 oktober Vriendschappelijk № 118 «onderlinge duels» 16:00 uur | Libanon            | 1 – 1 | Equatoriaal-Guinea       | Camille Chamounstadion, Beiroet Toeschouwers: 200 Scheidsrechter: Jamil Ramadan (LIB) |
| 11 oktober Vriendschappelijk № 118 «onderlinge duels» 16:00 uur | Hassan Maatouk 85' |       | 62' (pen.) Javier Balboa | Camille Chamounstadion, Beiroet Toeschouwers: 200 Scheidsrechter: Jamil Ramadan (LIB) |

### 2017
|                                                                         |                                                |       |                    |                                                                          |
| 10 juni Kwalificatie AK 2019 Groep A № 119 «onderlinge duels» 21:00 uur | Senegal                                        | 3 – 0 | Equatoriaal-Guinea | Stade Léopold Sédar Senghor, Dakar Scheidsrechter: Rédouande Jiyed (MAR) |
| 10 juni Kwalificatie AK 2019 Groep A № 119 «onderlinge duels» 21:00 uur | Moussa Sow 1' Moussa Sow 73' Idrissa Gueye 90' |       |                    | Stade Léopold Sédar Senghor, Dakar Scheidsrechter: Rédouande Jiyed (MAR) |

|                                                            |                      |       |                                   |                                                             |
| 3 september Vriendschappelijk «onderlinge duels» 16:00 uur | Equatoriaal-Guinea   | 1 – 2 | Benin                             | Estadio de Malabo, Malabo Scheidsrechter: Joaquín Elá (GEQ) |
| 3 september Vriendschappelijk «onderlinge duels» 16:00 uur | Jordan Gutiérrez 75' |       | 45' Mickaël Poté 61' Jodel Dossou | Estadio de Malabo, Malabo Scheidsrechter: Joaquín Elá (GEQ) |

|                                                                |                                                     |       |                   |                                                            |
| 9 oktober Vriendschappelijk № 120 «onderlinge duels» 17:00 uur | Equatoriaal-Guinea                                  | 3 – 1 | Mauritius         | Estadio de Bata, Bata Scheidsrechter: Henry Mouandjo (CMR) |
| 9 oktober Vriendschappelijk № 120 «onderlinge duels» 17:00 uur | Emilio Nsue 12' Federico Bikoro 45' Emilio Nsue 85' |       | 30' Stéphan Nabab | Estadio de Bata, Bata Scheidsrechter: Henry Mouandjo (CMR) |

### 2018
|                                                                                       |                                                             |       |                    |                                                                 |
| 15 januari African Championship of Nations Groep C № 121 «onderlinge duels» 16:30 uur | Libië                                                       | 3 – 0 | Equatoriaal-Guinea | Stade Ibn Batouta, Tanger Scheidsrechter: Mahamadou Keita (MLI) |
| 15 januari African Championship of Nations Groep C № 121 «onderlinge duels» 16:30 uur | Saleh Al-Taher 11' Saleh Al-Taher 16' Zakaria Al-Harash 86' |       |                    | Stade Ibn Batouta, Tanger Scheidsrechter: Mahamadou Keita (MLI) |

|                                                                                       |                   |       |                    |                                                               |
| 19 januari African Championship of Nations Groep C № 122 «onderlinge duels» 19:30 uur | Rwanda            | 1 – 0 | Equatoriaal-Guinea | Stade Ibn Batouta, Tanger Scheidsrechter: Daniel Laryea (GHA) |
| 19 januari African Championship of Nations Groep C № 122 «onderlinge duels» 19:30 uur | Thierry Manzi 66' |       |                    | Stade Ibn Batouta, Tanger Scheidsrechter: Daniel Laryea (GHA) |

|                                                                                       |                    |       |                                                      |                                                                |
| 23 januari African Championship of Nations Groep C № 123 «onderlinge duels» 19:00 uur | Equatoriaal-Guinea | 1 – 3 | Nigeria                                              | Stade Ibn Batouta, Tanger Scheidsrechter: Abou Coulibaly (CIV) |
| 23 januari African Championship of Nations Groep C № 123 «onderlinge duels» 19:00 uur | Secundino Nsi 40'  |       | 60' Anthony Okpotu 69' Dayo Ojo 84' (pen.) Rabiu Ali | Stade Ibn Batouta, Tanger Scheidsrechter: Abou Coulibaly (CIV) |

|                                                       |                     |       |                    |                                                                                   |
| 28 mei Vriendschappelijk «onderlinge duels» 14:00 uur | Kenia               | 1 – 0 | Equatoriaal-Guinea | Kenyattastadion, Machakos Toeschouwers: 4.000 Scheidsrechter: Andrew Otieno (KEN) |
| 28 mei Vriendschappelijk «onderlinge duels» 14:00 uur | Pistone Mutamba 73' |       |                    | Kenyattastadion, Machakos Toeschouwers: 4.000 Scheidsrechter: Andrew Otieno (KEN) |

FEF · A-internationals · Selecties · Equatoriaal-Guinees vrouwenelftal
1970 – 1979 · 
1980 – 1989 · 
1990 – 1999 · 
2000 – 2009 · 
2010 – 2019 ·
2020 − 2029
1975 · 
1976 · 
1977 · 
1978 · 1979 · 1980 · 
1981 · 
1982 · 1983 · 
1984 · 
1985 · 
1986 · 
1987 · 
1988 · 
1989 · 
1990 · 
1991 · 1992 · 1993 · 1994 · 1995 · 1996 · 1997 · 
1998 · 
1999 · 
2000 · 
2001 · 
2002 · 
2003 · 
2004 · 
2004 · 
2005 · 
2006 · 
2007 · 
2008 · 
2009 · 
2010 · 
2011 · 
2012 · 
2013 · 
2014 · 
2015 · 
2016 · 
2017 ·
2018 ·
2019 ·
2020 ·
2021 ·
2022 ·
2023 ·
2024
Algerije ·
Andorra ·
Angola ·
Benin ·
Botswana ·
Burkina Faso ·
Cambodja ·
Centraal-Afrikaanse Republiek ·
Congo-Brazzaville ·
Congo-Kinshasa ·
Djibouti ·
Egypte ·
Estland ·
Gabon ·
Gambia ·
Ghana ·
Guinee ·
Guinee-Bissau ·
Ivoorkust ·
Kaapverdië ·
Kameroen ·
Kenia ·
Kosovo ·
Libanon ·
Liberia ·
Libië ·
Madagaskar ·
Malawi ·
Mali ·
Marokko ·
Mauritanië ·
Mauritius ·
Namibië ·
Niger ·
Nigeria ·
Rwanda ·
Saoedi-Arabië ·
Sao Tomé en Principe ·
Senegal ·
Sierra Leone ·
Soedan ·
Spanje ·
Tanzania ·
Togo ·
Tsjaad ·
Tunesië ·
Zambia ·
Zuid-Afrika ·
Zuid-Soedan
AFC-zone: Afghanistan · Australië · Bahrein · Bangladesh · Bhutan · Brunei · Cambodja · China · Chinees Taipei · Filipijnen · Guam · Hongkong · India · Indonesië · Iran · Irak · Japan · Jemen · Jordanië · Koeweit · Kirgizië · Laos · Libanon · Macau · Maleisië · Maldiven · Mongolië · Myanmar · Nepal · Noord-Korea · Oezbekistan · Oman · Oost-Timor · Pakistan · Palestina · Qatar · Saoedi-Arabië · Singapore · Sri Lanka · Syrië · Tadjikistan · Thailand · Turkmenistan · Verenigde Arabische Emiraten · Vietnam · Zuid-Korea

CAF-zone: Algerije · Angola · Benin · Botswana · Burkina Faso · Burundi · Centraal-Afrikaanse Republiek · Comoren · Congo-Brazzaville · Congo-Kinshasa · Djibouti · Egypte · Equatoriaal-Guinea · Eritrea · Ethiopië · Gabon · Gambia · Ghana · Guinee · Guinee-Bissau · Ivoorkust · Kaapverdië · Kameroen · Kenia · Lesotho · Liberia · Libië · Madagaskar · Malawi · Mali · Mauritanië · Mauritius · Marokko · Mozambique · Namibië · Niger · Nigeria · Oeganda · Rwanda · Sao Tomé en Principe · Senegal · Seychellen · Sierra Leone · Soedan · Somalië · Swaziland · Tanzania · Togo · Tsjaad · Tunesië · Zambia · Zimbabwe · Zuid-Afrika · Zuid-Soedan 

CONCACAF-zone: Amerikaanse Maagdeneilanden · Anguilla · Antigua en Barbuda · Aruba · Bahama's · Barbados · Belize · Bermuda · Britse Maagdeneilanden · Canada · Kaaimaneilanden · Costa Rica · Cuba · Curaçao · Dominica · Dominicaanse Republiek · El Salvador · Frans Guyana · Grenada · Guadeloupe · Guatemala · Guyana · Haïti · Honduras · Jamaica · Martinique · Mexico · Montserrat · 
Nicaragua · Panama · Puerto Rico · Saint Kitts en Nevis · Saint Lucia · Saint Vincent en de Grenadines · Sint Maarten · Suriname · Trinidad en Tobago · Turks- en Caicoseilanden · Verenigde Staten

CONMEBOL-zone: Argentinië · Bolivia · Brazilië · Chili · Colombia · Ecuador · Paraguay · Peru · Uruguay · Venezuela

OFC-zone: Amerikaans-Samoa · Cookeilanden · Fiji · Nieuw-Caledonië · Nieuw-Zeeland · Papoea-Nieuw-Guinea · Samoa · Salomoneilanden · Tahiti · Tonga · Vanuatu

UEFA-zone: Albanië · Andorra · Armenië · Azerbeidzjan · België · Bosnië en Herzegovina · Bulgarije · Cyprus · Denemarken · Duitsland · Engeland · Estland · Faeröer · Finland · Frankrijk · Georgië · Gibraltar · Griekenland · Hongarije · IJsland · Ierland · Israël · Italië · Kazachstan · Kosovo · Kroatië · Letland · Liechtenstein · Litouwen · Luxemburg · Macedonië · Malta · Moldavië · Montenegro · Nederland · Noord-Ierland · Noorwegen · Oekraïne · Oostenrijk · Polen · Portugal · Roemenië · Rusland · San Marino · Schotland · Servië · Slovenië · Slowakije · Spanje · Tsjechië · Turkije · Wales · Wit-Rusland · Zweden · Zwitserland